# Felix Haase (Kirchenhistoriker)
Felix Haase (* 1. August 1882 in Protzan, Landkreis Frankenstein, Schlesien; † 25. Dezember 1965 in Augsburg) war ein deutscher Kirchenhistoriker sowie Dekan an der Universität Breslau.

## Leben
Haase erwarb 1904 das Abitur am Katholischen Gymnasium in Glatz und studierte anschließend Katholische Theologie an den Universitäten München und Breslau. In Breslau wurde er 1908 zum Priester geweiht. 1909 promovierte er über den Patriarchen Dioskur von Alexandrien beim Breslauer Kirchenhistoriker Max Sdralek. 1914 war er als Lazarettgeistlicher tätig. Im folgenden Jahr habilitierte er sich in Breslau für Orientalische Kirchengeschichte. 1922 wurde er außerordentlicher und 1924 ordentlicher Professor für Slawische Kirchenkunde, Allgemeine Religionsgeschichte und Vergleichende Religionswissenschaft an der Universität Breslau. Gegen Ende des Zweiten Weltkriegs 1945 wurde er aus Breslau vertrieben und arbeitete fortan nur noch als Aushilfsgeistlicher, zuletzt war er in Augsburg.
Haase wurde innerhalb der Kirche wegen seiner Mitgliedschaft bei der NSDAP kritisiert, er war der Partei zum 1. Mai 1933 beigetreten (Mitgliedsnummer 3.523.647). Seine Veröffentlichungen, etwa über die Russisch-orthodoxe Kirche oder die Slawen waren unsachlich und nationalistisch. Von 1933 bis 1945 war er als Nachfolger des noch „frei gewählten“ Franz Gescher, der als Gegner des Nationalsozialismus gegen Haase am 24. Mai 1933 zum Vertrauensdozenten gewählt wurde, Dekan der Katholisch-Theologischen Fakultät der Universität Breslau.

## Schriften (Auswahl)
- Festschrift zur Hundertjahrfeier der Universität Breslau. Die schriftstellerische Tätigkeit der Breslauer theologischen Fakultäten von 1811 bis 1911. Goerlich & Coch, Breslau 1911.
- Literarkritische Untersuchungen  zur  orientalisch-apokryphen Evangelienliteratur, Leipzig 1913.